# Permanent Waves
Permanent Waves (en español: Ondas Permanentes u Olas Permanentes) es el título del séptimo álbum grabado en estudio por la agrupación canadiense de rock progresivo Rush. Fue lanzado al mercado en Estados Unidos el 14 de enero de 1980 y no tuvo lanzamiento comercial en Latinoamérica, salvo en la Argentina y México. Alcanzó la categoría de disco de oro el 17 de marzo de 1980 y la de platino el 9 de noviembre de 1987.

## Tendencia
Este álbum marca un giro de la banda del progresivo de sus tres álbumes anteriores a este a los más comerciales después de este. Haciendo honor a su nombre, este álbum marca una de las transformaciones más dramáticas en la historia de la banda: aquí se encuentran piezas más comerciales, de menor duración, que encajan en el formato radiable y que, por lo tanto, produjeron un incremento significativo en el éxito comercial de la banda, con favoritos eternos como The Spirit of Radio y Freewill rotando de manera más intensa en los espacios radiales. Los cambios llegan incluso al estilo vocal de Geddy Lee; su gama es mucho más baja que en los álbumes anteriores.
Las otras piezas en Permanent Waves son igualmente notables: Jacob's Ladder, donde aún se nota el estilo progresivo que caracterizó a la banda durante su primera época; Entre Nous, con un estilo asincopado, pero claramente comercial; Different Strings, donde la banda explora el género de la balada rock; y Natural Science, donde -a pesar de desligarse del formato de canción épica- en tres movimientos (la pieza dura poco más de 9 minutos), se exploran temas como la evolución, la genética y la civilización, desde la perspectiva de la responsabilidad humana para con las artes y las ciencias.

## Canciones
Lado A
- "The Spirit of Radio" (4:56)
- "Freewill" (5:21)
- "Jacob's Ladder" (7:26)

Lado B
- "Entre Nous" (4:36)
- "Different Strings" (3:48)
- "Natural Science" (9:17)
  - 1. "Tide Pools" (2:21)
  - 2. "Hyperspace" (2:47)
  - 3. "Permanent Waves" (4:08)

## Curiosidades
- En inglés, se le denomina Jacob's Ladder (en español: Escalera de Jacob) al fenómeno que se observa cuando los rayos del sol se abren paso a través de nubes oscuras, despidiendo haces de luz bien definidos; haciendo referencia a la visión bíblica del patriarca Jacob. En la canción, el protagonista experimenta esta visión después de una tormenta en la cual se libra una batalla.
- El periódico que aparece en la carátula del álbum es la famosa edición del diario Chicago Tribune de 1948 que divulgó incorrectamente el resultado de la elección presidencial de los Estados Unidos titulando “Dewey derrota a Truman”. El Tribune negó el permiso para utilizar esta imagen en los Estados Unidos así que, en la carátula de la edición estadounidense, dicho titular aparece borrado, aunque puede leerse en la edición de la disquera canadiense Anthem Records.
- También en la foto de la carátula, "Peart", "Lee" y "Lifeson" son marcas de anuncios publicitarios que se leen a la distancia.
- Entre Nous fue interpretada en concierto por primera vez en 2007, durante la gira promocional del álbum Snakes & Arrows.

## Músicos
- Geddy Lee: Bajo, Voz, Minimoog, Sintetizador polifónico Oberheim OB-X y Sintetizador de Pedales Taurus
- Alex Lifeson: Guitarras acústicas y eléctricas de seis y doce cuerdas, Pedales Taurus y coros
- Neil Peart: Batería, Timbales, Campanas tubulares, Triángulo, Marimba, Crótalos, Cencerros y Concepto de la carátula
- Erwig Chuapchuaduah: Steelpan
- Hugh Syme: Piano en "Different Strings", Dirección artística, Diseño y Concepto de la carátula

- Datos: Q477917